# ژاکت کش‌باف پشمی (ترانه)
«ژاکت کش‌باف پشمی» (انگلیسی: Cardigan) ترانه‌ای از تیلور سوئیفت، خواننده-ترانه‌نویس آمریکایی است. این ترانه تک‌آهنگ لید هشتمین آلبوم استودیویی او، فولکلور (۲۰۲۰) است، که در ۲۴ ژوئیه ۲۰۲۰ از طریق ریپابلیک رکوردز به‌صورت غافل‌گیرانه منتشر شد. سوئیفت ترانه را به همراه تهیه‌کننده‌اش آرون دسنر نوشت. «ژاکت کش‌باف پشمی» یک بالاد فولک سوزناک آهسته، سافت راک و ایندی راک با سازهای کاهش یافته به محتویات اصلی پیانو، درام و ویولن سودازدگی است. در متن ترانه، سوئیفت از دیدگاه زنی به نام بتی—یکی از چندین شخصیت ساختگی که در فولکلور روایت شده‌اند—در مورد عاشقانه آرامش‌بخش گم‌شده در خاطرات آواز می‌خواند.
این ترانه با ستایش نسبت به ترانه‌سرایی شاعرانه و صدای آرام، مورد تحسین منتقدان قرار گرفت. در شصت و سومین مراسم سالانه جایزه گرمی نامزدی دریافت جایزهٔ ترانه سال و بهترین اجرای پاپ تک‌نفره را دریافت کرد. پس از انتشار، «ژاکت کش‌باف پشمی» با دریافت بیش از ۷٫۷۴۲ میلیون استریم در رتبه اول جدول آهنگ‌های اسپاتیفای قرار گرفت و بزرگترین روز افتتاحیه یک ترانه توسط یک هنرمند زن را در سال ۲۰۲۰ به دست آورد. موزیک ویدئو همراه با ترانه—به نویسندگی، کارگردانی و طراحی سوئیفت—همراه با عرضهٔ آلبوم منتشر شد. در ویدئو زیبایی‌شناسی یک کلبه را و سوئیفت را در سه محیط متفاوت نشان می‌دهد: یک کلبه دنج در جنگل، یک جنگل جادویی پوشیده از خزه و یک دریای طوفانی که به‌طور هم‌زمان مراحل مختلف یک رابطه و حرفهٔ او را نشان می‌دهد. یک نسخه آکوستیک از این ترانه، با عنوان «کابین در روشنایی شمع» در ۳۰ ژوئیه ۲۰۲۰ منتشر شد.
این تک آهنگ در مکان شماره یک ۱۰۰ آهنگ داغ بیلبورد، به ششمین تک آهنگ شماره یک در سوئیفت در ایالات متحده تبدیل شد. همزمان با فولکلور در همان هفته در شماره یک در بیلبورد ۲۰۰ شروع به کار کرد، سویفت به اولین هنرمندی تبدیل شد که همزمان در بالای ۱۰۰ داغ و بیلبورد ۲۰۰ شروع به کار کرد. این ترانه بیشتر در صدر آهنگ‌های آلبوم بیلبورد داغ، آهنگ‌های سنگین و آلترناتیو، آهنگ‌های پخش جریان و فروش آهنگ‌های دیجیتالی قرار گرفت و باعث شد سویفت اولین آغاز در تاریخ باشد که بیست صدر جدول برتر را بدست آورد. در جای دیگر، «ژاکت کش باف پشمی» نیز در استرالیا در رده یک قرار گرفته‌است و در کانادا، ایرلند، نیوزیلند، سنگاپور و انگلستان در ۱۰ تک آهنگ برتر رسیده‌است.

## موزیک ویدئو
موزیک ویدئو «ژاکت کش‌باف پشمی» به همراه آلبوم منتشر شد و توسط سوئیفت نویسندگی، طراحی و کارگردانی شد. این موزیک ویدیو زیبایی را در سه حالت مختلف ارائه می‌دهد: یک کابین دنج در جنگل، یک جنگل پوشیده از خزه جادویی و یک دریا طوفانی تاریک. این موزیک ویدیو هنگام پخش در یوتیوب رکورد بیشترین بیننده را در ۲۴ ساعت اول برای یک خواننده زن در سال ۲۰۲۰ با بیش از ۱۵ میلیون بیننده را کسب کرد.